# Luis Abraham Delgadillo

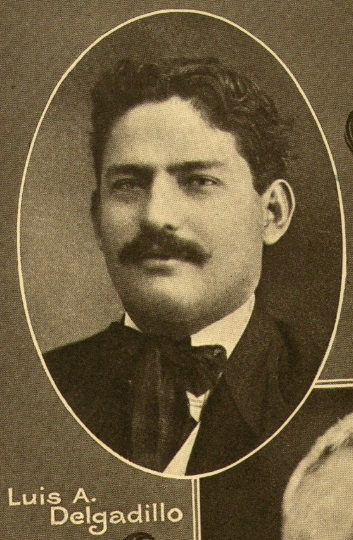
Luis Abraham Delgadillo

Luis Abraham Delgadillo (* 29. August 1887 in Managua; † 20. Dezember 1961 ebenda) war ein nicaraguanischer Komponist.
Delgadillo hatte in Managua Musikunterricht bei Maria Teresa Muñoz de Campari, Alberto Selva und Manuel Silva Guerrero. Mit einem staatlichen Stipendium studierte er ab 1906 am Konservatorium von Mailand bei Miguel Saladino, Héctor Pozzoli, Vincento Appiani und Pablo Delachi. Beim Ausbruch des Ersten Weltkrieges kehrte er nach Nicaragua zurück, wo er bis 1921 als "Generaldirektor für Musikkultur wirkte. 1918 komponierte er Salve a ti, Nicaragua, das 1938 mit einem neuen Text von Salomón Ibarra Mayorga durch ein Dekret des Diktators Anastasio Somoza García zur Nationalhymne Nicaraguas wurde. Von 1921 bis 1925 war Delgadillo Professor für Musiktheorie am staatlichen Konservatorium von Mexiko. Dort gründete er den Männerchor Orfeón popular.
1932 gründete er in Managua die Escola nacional de música und ein Sinfonieorchester. Zwischen 1943 und 1945 war er Professor für Komposition und Musikästhetik am Konservatorium von Panama. Er komponierte zwei Opern, vier Operetten, mehrere programmatische Sinfonien und zwölf Kurzsinfonien, zwei Klavierkonzerte, ein Gitarrenkonzert, kammermusikalische Werke und Klaviermusik. Daneben trat er auch als Autor musiktheoretischer Werke hervor.

## Werke
- El final de Norma, Oper, 1913
- Obertura Indiana, 1915
- Sinfonia indígena, 1921
- Sinfonia Incaica, 1926
- Diciembre em Havana, 1929
- Cantos escolares (nach Gedichten von Arturo Duarte Carrión), 1932
- En el templo de Agat, 1937
- Teotihuacán, 1941
- Mabaltayán, Oper (Libretto von Arana Sanoigo), 1942
- La rosa del paraiso, Oper, 1942
- La Cabeza del Rawi, Ballett, 1942
- Tertulia de Correos, Oper, 1945
- Panchito y la rana, Oper, 1946
- Diciembre, Suite
- Sinfonia Serrana

## Schriften
- Comentarios a los consejos de Schumann, 1919
- El caso Nietzsche
- Consideraciones generales sobre música en Nicaragua
- Teoría sintética y moderna de la música
- Mi odisea musical en América Hispánica

## Quelle
1. ↑  www.classical-composers.org: Luís Abraham Delgadillo, hier online; zuletzt eingesehen am 25. Feb. 2009

| Personendaten    | Personendaten              |
| ---------------- | -------------------------- |
| NAME             | Delgadillo, Luis Abraham   |
| KURZBESCHREIBUNG | nicaraguanischer Komponist |
| GEBURTSDATUM     | 29. August 1887            |
| GEBURTSORT       | Managua                    |
| STERBEDATUM      | 20. Dezember 1961          |
| STERBEORT        | Managua                    |